# Pallone d'oro 1989

Marco van Basten, vincitore del Pallone d'oro 1989

L’edizione 1989 del Pallone d'oro, 34ª edizione del premio calcistico istituito dalla rivista francese France Football, fu vinta dall'olandese Marco van Basten (Milan).
I giurati che votarono furono 27, provenienti da Albania, Austria, Belgio, Bulgaria, Cecoslovacchia, Danimarca, Finlandia, Francia, Germania Est, Germania Ovest, Grecia, Inghilterra, Irlanda, Italia, Jugoslavia, Lussemburgo, Paesi Bassi, Polonia, Portogallo, Romania, Scozia, Spagna, Svezia, Svizzera, Turchia, Ungheria e Unione Sovietica.